# Каручи, Роже
Роже Каручи (фр. Roger Karoutchi, род. 26 августа 1951) — французский политик, госсекретарь по связям с Парламентом (18 мая 2007 — 23 июня 2009).

## Биография
Родился в Касабланке, в армяно-еврейской семье. Отец был врачом-стоматологом, мать — домохозяйка. Учился в Институте политических исследований в Экс-ан-Провансе, где защитил степень магистра права. Профессор истории и генеральный директор Национального Образования.
С 16 лет начал свою политическую карьеру, придерживаясь ОПРа. В 1981 году стал делегатом ОПР по делам молодёжи, в 1985 году — Специальный советник Генерального секретаря ОПР. В 1986 году стал специальным советником министра социальных дел и занятости. В дальнейшем занимает различные посты в ОПРе (Делегат на национальный учебный (1989), Член совета Национального ОПР, Национальный секретарь Главного управления и анимации ОПР (1998—1999), Национальный секретарь по выборам ОПР, то политика ЕС и общее управление (1999)). В 1999 году становится Региональным советником Иль де Франс, председателем ОПР, в 2002 году занимает эту должность в СНД.
17 декабря 1999 года избран сенатором в О-де-Сен, занимая эту должность до 24 июня 2007 года.
18 мая 2007 года становится Госсекретарём по связям с Парламентом, занимая эту должность до 23 июня 2009 года.
23 января 2009 года Роже Каручи признал свою гомосексуальность во время презентации своих мемуаров в интервью AFP. В истории Франции это первый случай, когда действующий министр распространяет о себе информацию подобного рода.